# Mont Citadelle
Le mont Citadelle ou La Citadelle est une montagne des îles Kerguelen s'élevant à 176 m d'altitude.

## Histoire
Edgar Aubert de la Rüe lui donne son nom lors de son expédition aux Kerguelen en novembre 1952 par le sud. Il écrit : « Il est difficile de se faire une idée de la nature tourmentée et détrempée en même temps des vallonnements qu'il faut traverser pour se rendre jusque-là. Si quelque bulldozer géant avait labouré et remué ces anciennes moraines, leur surface ne serait pas plus bouleversée ». Il décrit ensuite le mont : « Les 200 mètres de la Citadelle, que couronne un sombre escarpement de basalte, nous offrent, malgré les draperies de neige qui tombent de loin en loin, un assez beau tour d'horizon sur les grandes plaines de l'Est ».